# Stein (São Galo)
Stein foi uma comuna da Suíça, no Cantão São Galo, com cerca de 393 habitantes. Estendia-se por uma área de 12,24 km², de densidade populacional de 32 hab/km². Confinava com as seguintes comunas: Alt Sankt Johann, Amden, Nesslau-Krummenau.
A língua oficial nesta comuna era o alemão.

## História
Em 1 de janeiro de 2013, passou a formar parte da nova comuna de Nesslau.